# Ebony Ridge
Ebony Ridge är en bergstopp i Antarktis. Den ligger i Östantarktis. Nya Zeeland gör anspråk på området. Toppen på Ebony Ridge är 540 meter över havet.
Terrängen runt Ebony Ridge är varierad. Trakten är obefolkad. Det finns inga samhällen i närheten. 